# Marcin Kamiński (Fußballspieler)
Marcin Kamiński (* 15. Januar 1992 in Konin) ist ein polnischer Fußballspieler. Er stand zuletzt beim FC Schalke 04 unter Vertrag, wird in der Abwehr vorrangig als Innenverteidiger eingesetzt und ist A-Nationalspieler. 

## Karriere

### Vereine
Kamiński begann seine Karriere 2001 bei Aluminium Konin, einem in seinem Geburtsort ansässigen Verein, von dem aus er 2005 in die Jugendabteilung von Lech Posen wechselte. 2009 rückte er in die erste Mannschaft auf und gab am 21. November 2009 (14. Spieltag) Debüt in der Ekstraklasa, der höchsten Spielklasse im polnischen Fußball. Mit drei weiteren Punktspielen trug er am Saisonende zur Meisterschaft bei. Nachdem er in der Folgesaison nicht zum Einsatz gekommen war, avancierte er in der Saison 2011/12 zum Stammspieler in der Innenverteidigung.
Zur Saison 2016/17 verpflichtete ihn der VfB Stuttgart, der ihn mit einem bis zum 30. Juni 2019 laufenden Vertrag ausstattete. Dieser wurde am 5. März 2018 vorzeitig bis 2021 verlängert.
Am 24. August 2018 verlieh der VfB Stuttgart Marcin Kamiński ohne Kaufoption bis zum Ende der Saison 2018/19 an Fortuna Düsseldorf. Für den Aufsteiger kam der Pole in 27 Ligapartien zum Einsatz. Nach der Leihe kehrte er zum mittlerweile in die 2. Bundesliga abgestiegenen VfB Stuttgart zurück, riss sich dort aber im Saisonauftaktspiel gegen Hannover 96 am 26. Juli 2019 das vordere Kreuzband im rechten Knie. Sein Comeback feierte er bei der 2:1-Niederlage gegen die SV Wehen Wiesbaden am 17. Mai 2020. Nachdem der Mannschaft der direkte Wiederaufstieg in die erste Bundesliga gelungen war, kam er in der Saison 2020/21 lediglich zu fünf Einsätzen in der Liga und zu einem Einsatz im Pokal.
Nachdem sein Vertrag beim VfB Stuttgart nicht verlängert worden war, wechselte er zur Saison 2021/22 zum Bundesligaabsteiger FC Schalke 04, mit dem er in derselben Saison den Wiederaufstieg in die erste Bundesliga erreichte. Im Sommer 2025 hat er den Verein verlassen.

### Nationalmannschaft
Nachdem er in 2010 und 2011 bereits für die U19- und U20-Nationalmannschaft zum Einsatz gekommen war, debütierte er am 16. Dezember 2011 im türkischen Antalya in der A-Nationalmannschaft, die mit 1:0 das Test-Länderspiel gegen die Auswahl Bosnien-Herzegowinas gewann. Bei der Europameisterschaft 2012 in Polen und der Ukraine gehörte er zum polnischen Aufgebot, wurde aber im Turnier nicht eingesetzt.
Er wurde für die WM 2018 in Russland aufgrund einer Verletzung des Innenverteidigers Kamil Glik nachnominiert, da aber Glik zur WM wieder einsatzbereit war, wurde er nicht in den endgültigen Kader benannt.

### Erfolge
Lech Posen
- Polnischer Meister: 2010, 2015
- Polnischer Supercupsieger 2009

VfB Stuttgart
- Deutscher Zweitligameister: 2017

FC Schalke 04
- Deutscher Zweitligameister: 2022